# 솔의 눈
솔의 눈은 롯데칠성음료에서 제조발매하는 솔싹추출물 음료다.

## 소개
1995년 솔싹추출물 음료로 처음 출시되었으며 원래는 CJ제일제당에서 제조 및 발매하였지만 CJ가 음료사업을 롯데칠성음료에 매각하면서 현재는 롯데칠성음료에서 제조하고 있다. 국내 최초로 솔싹을 원료로 한 음료로 1995년 당시에 화제를 모았으며 당초 솔싹을 원료로 한 생소한 음료라 단종이 예상되었지만 현재까지 명맥을 유지하고 있다.
현재는 솔의 눈 외에도 솔의 눈 스파클링이 발매되었다.

## 특징
솔싹추출물로 만들어진 음료로 1995년 당시부터 지상파 채널에 광고방송을 하였다. 솔향이 느껴지는 음료로 자극적이지 않고 특이한 맛이 나는 편인데 때로는 시큼한 듯한 맛도 나는 것으로 알려졌다. 이때문에 호불호가 굉장히 심한 음료이다.

## 같이 보기
- CJ제일제당
- 롯데칠성음료
- 소나무